# Kumpfmühle (Egenhofen)
Kumpfmühle ist ein Ortsteil der oberbayerischen Gemeinde Egenhofen im Landkreis Fürstenfeldbruck.

## Geografie
Die Einöde liegt circa einen Kilometer westlich von Unterschweinbach. Der Ort ist über die Kreisstraße FFB 1 zu erreichen.

## Geschichte
1335 wird die Kumpfmühle erstmals als „Kuphmul“ erwähnt. „Kuph“ (ahd. Wort für Kufe, von mlat. „copa“; Gefäß, Eimer) weist darauf hin, dass das Wasserrad mit Hilfe von Schöpfeimer betrieben wurde. Die Grundherrschaft hatte die Kirche Günzlhofen. Im Dreißigjährigen Krieg brannte die Mühle ab, wurde 1649 wieder aufgebaut und erlitt 1667 erneut einen Brandschaden.
Im Jahre 1812 existierte ein Anwesen, das der Kirche Günzlhofen gehörte. Das Amtsgericht war Dachau Amt Esting.
1961 wurde die Mühle von Josef Huber stillgelegt.
Am 1. Mai 1978 wurde Kumpfmühle als Ortsteil der ehemals selbständigen Gemeinde Unterschweinbach nach Egenhofen eingegliedert.